# 李忠 (知縣)
李忠，鄧州人，明朝政治人物。
天順六年，接替宗顯，擔任南直隶常州府宜興縣知縣，后由楊祥接任知縣。